# 鳳山縣采訪冊
《鳳山縣采訪冊》也稱為《鳳山采訪冊》，是清朝末年，台灣地方上的一份地方採訪資料，主編者為鳳山縣廩生盧德嘉，原先是官方為了修地方志而編纂，採訪工作開始於清光緒十八年（1892年），完成於清光緒二十年（1894年）；但由於1895年時，台灣被割讓給日本，因此未及採用。
後來台灣總督府所設的臨時台灣舊慣調查會曾將此采訪冊重新抄錄後，並收藏之。

## 外部連結
- . 臺灣源流. 1997, 5  [2016-07-28]. （原始内容存档于2020-02-16）.